# Worst Week
Worst Week ist eine US-amerikanische Sitcom, die vom 22. September 2008 bis zum 6. Juni 2009 auf CBS ausgestrahlt wurde. Die Serie basiert auf der britischen Sitcom The Worst Week of My Life.

## Handlung
Die Serie dreht sich um Sam Briggs, der dazu neigt, Probleme anzuziehen, ihm passieren immer wieder Unfälle. Besonders in letzter Zeit scheint er nicht gerade vom Glück verfolgt zu sein. Er ist verliebt in Melanie Clayton, aber noch nicht mit ihr verheiratet; die beiden erwarten ein Kind. Diese Nachricht Melanies Eltern Angela und Dick zu erzählen, ist nur eines der vielen Dilemmata, mit denen sie in den früheren Episoden konfrontiert werden.

## Entstehung und Veröffentlichung
| Figur           | Darsteller      | Deutscher Sprecher |
| --------------- | --------------- | ------------------ |
| Sam Briggs      | Kyle Bornheimer | Stefan Günther     |
| Melanie Clayton | Erinn Hayes     | Stephanie Kellner  |
| Angela Clayton  | Nancy Lenehan   | Christina Hoeltel  |
| Dick Clayton    | Kurtwood Smith  | Erich Ludwig       |

Ursprünglich wurde die Serie 2005 für das amerikanische Fernsehen von Fox unter dem Titel Worst Week of My Life adaptiert. Eine Serienbestellung scheiterte, nachdem die Pilotfolge gedreht worden war.
Die Serie wurde auf CBS montags um 21:30 Uhr, nach Two and a Half Men, ausgestrahlt. Die Premiere zog insgesamt 11 Millionen Zuschauer an, verlor aber ein Drittel seines Lead-ins. Die Reichweite fiel mit der sechsten Episode auf einen Tiefstand von 8,4 Millionen Zuschauer ab, begann dann aber wieder stetig zu steigen. Sie erreichte ein Serienhoch bei 12,12 Millionen Zuschauer mit der elften Episode, sank danach aber wieder. Das Serienfinale mit dem Titel The Epidurale wurde am 16. Februar 2009 ausgestrahlt.
Am 20. Mai 2009 gab CBS die Absetzung der Serie bekannt. Eine zuvor unausgestrahlte Episode mit dem Titel The Party wurde nachträglich am 6. Juni 2009 gezeigt. Die komplette Serie wurde in den USA am 8. September 2009 auf 2 DVDs veröffentlicht.
In Deutschland wurde Worst Week ab dem 2. Januar 2011 sonntags auf Sat.1 ausgestrahlt.  Dort lag sie etwas unter dem Niveau von Cougar Town, der vorigen Serie auf demselben Sendeplatz. Die erste Folge erreichte 7,3 % Marktanteil bei den 14- bis 49-Jährigen, die zweite 6,5 %. Zur dritten Episode sanken sie auf gerade einmal 4,6 % Marktanteil in der „werberelevanten Zielgruppe“. Dies lag weit unter dem Senderschnitt. Laut Quotenmeter.de war die Serie „nicht mehr lange tragbar“. Sat.1 verschob daraufhin ab dem 13. März 2011 auf die Nacht von Sonntag auf Montag gegen ein Uhr. Seit dem 7. Januar 2018 ist sie morgens auf Pro 7 zu sehen. International war die Serie in Irland auf RTÉ Two, in Portugal auf Fox Life und in Italien auf Rai 2 zu sehen.

## Episodenliste
| Nr. | Deutscher Titel                     | Originaltitel | Erstausstrahlung USA | Deutschsprachige Erstausstrahlung (D) |
| --- | ----------------------------------- | ------------- | -------------------- | ------------------------------------- |
| 1   | Der Held der Schwiegereltern        | Pilot         | 22. Sep. 2008        | 2. Jan. 2011                          |
| 2   | Die Pumpe und der Vogel             | The Bird      | 29. Sep. 2008        | 9. Jan. 2011                          |
| 3   | Der Freund und das Babyfon          | The Monitor   | 6. Okt. 2008         | 16. Jan. 2011                         |
| 4   | Der Truck und das Foto              | The Truck     | 13. Okt. 2008        | 23. Jan. 2011                         |
| 5   | Der Club und der Pavillon           | The Club      | 20. Okt. 2008        | 6. Feb. 2011                          |
| 6   | Das Kleid und die Windel            | The Ring      | 3. Nov. 2008         | 27. Feb. 2011                         |
| 7   | Der Priester und das Höschen        | The Vows      | 10. Nov. 2008        | 27. Feb. 2011                         |
| 8   | Der Hirnschlag und der Diabetes     | The Cake      | 17. Nov. 2008        | 6. März 2011                          |
| 9   | Die Hochzeit und der Pool           | The Wedding   | 24. Nov. 2008        | 6. März 2011                          |
| 10  | Die Köchin und die Tauben           | The Apartment | 8. Dez. 2008         | 14. März 2011                         |
| 11  | Das Cello und die Kekse             | The Gift      | 15. Dez. 2008        | 14. März 2011                         |
| 12  | Die Schwiegermutter und das Dingsda | The Article   | 12. Jan. 2009        | 14. März 2011                         |
| 13  | Der Welpe und die Wahrheit          | The Puppy     | 19. Jan. 2009        | 21. März 2011                         |
| 14  | Der Enkel und die Kamera            | The Sex       | 2. Feb. 2009         | 21. März 2011                         |
| 15  | Das Baby und das Sofa               | The Epidural  | 16. Feb. 2009        | 21. März 2011                         |
| 16  | Die Zigarren und die Nacht          | The Party     | 6. Juni 2009         | 30. Jan. 2011                         |

## Kritik
Die Serie hat bei Metacritic ein Metascore von 62/100 basierend auf 22 Rezensionen.
Tim Goodman von San Francisco Chronicle sagte, „Obwohl es viele, hart erkämpfte (manche würden sagen, erzwungene) Lacher gibt, muss man sich fragen, wie sie das Tempo halten wollen. Immerhin lief die britische Serie nur zwei Jahre mit jeweils sieben Episoden pro Staffel… Wie will CBS also die Serie auf über 22 Episoden dehnen, ohne sie auszudünnen?… In vielerlei Hinsicht scheint es gescheitert zu sein von Worst Week eine Amerikanische Version zu produzieren.“

“One of the worst new shows of the week.”

„Eine der schlimmsten neuen Serien der Woche.“